# محمد أمين الترمذي
محمد أمين الترمذي، أحد أشهر المنشدين في العصر الحديث من سوريا، يلقب بـ «شيخ المنشدين».

## مولده وحياته
ولد الترمذي في مدينة حلب في سوريا سنة 1945 حيث نشأ ودرس فيها وتعلم فيها النشيد. استقر في بغداد بعد مأساة حماة حتى سنة 1983 ثم بعد ذلك سكن الأردن.

## حياته الفنية
تعود بدايته الفنية إلى عام 1958, حيث كان عمره 13 سنة، إذ كان يتردد على المساجد في مدينة حلب, ويشارك في الأناشيد الدينية والمدائح النبوية. أصدر الشريط الأول له تحت عنوان «أنا الفقير إليك يا رب» وكان ذلك في عام 1978 وما بعدها، حتى وصل عدد الأشرطة التي أصدرها إلى ثلاثين شريطاً تقريباً, ومعظم أناشيدها من ألحانه.

## رحلة الإنشاد
بدأ محمد أمين الترمذي رحلته الفنية مع الإنشاد وهو لم يجاوز الثالثة عشرة من عمره فكانت بداياته في عام 1958، حيث كان يتردد على مساجد مدينته الشهباء حلب ذات العراقة الفنية والتاريخ الأصيل والتي ما انفكت تعرف بحلب أم الإنشاد والطرب، وكان الترمذي حينها يشارك في الأناشيد الدينية والمدائح النبوية، فتعلم المدائح والابتهالات والإقاعات وأتقن الموشحات وحفظ القصائد وأجاد المقامات ودرجات السلم الموسيقي وبرع في تصوير المقامات.
أحب الترمذي الشعر العربي وبدأ ينظم الشعر وهو في المرحلة الثانوية فجمع بين الكلمة واللحن.
أصدر شريطه الإنشادي الأول في حلب تحت عنوان “أنا الفقير إليك يا رب” وكان ذلك في عام 1978 ثم ألحقها بشريط ثانٍ ثم ثالث وتوالت لتصبح بعدها تسجيلات وأشرطة كثيرة متعددة الموضوعات، ومعظم أناشيدها من ألحانه.
في العام 1984 شكل الشيخ فرقة بدر للفن الإسلامي في عمان / الأردن وقد سجلت فرقة بدر للتلفاز الأردني أكثر من 30 انشودة وأحيت المئات من الحفلات الإنشادية داخل الأردن وخارجها، كما شاركت في العديد من المهرجانات والفعاليات الدولية، ليصل بعدها صوت الترمذي إلى مسامع العالم الإسلامي ولينتشر فنه المحبب على قلوب المسلمين في أصقاع العالم.
لحن ما يزيد عن مائتي لحن في مختلف الموضوعات.. واتخذ التجديد في اناشيده سمة مع الحفاظ على هوية أصيلة.
قدم الترمذي الكثير لفن الإنشاد الإسلامي وقد اختير محكما بين الفرق المتنافسة في مسابقات عديدة، منها الملتقى الإسلامي الأول في قسنطينة عام 1990 ومهرجان سكيكدة في الجزائر عام 2005 و2006.

## رحلة تعليم الإنشاد
لم يألو الترمذي جهداً في تعليم المتعاقب من الأجيال فن الإنشاد ولم يبخل في نقل مخزونه الفني والمعرفي لهم بكل أمانة وإخلاص وحب، وذلك حرصاً منه وحفاظاً على هذا الموروث الثقافي العظيم.
فقد علّم الترمذي على مدى أعوام طويلة الكثير من الشباب من محبي هذا الفن الإسلامي الجميل وأقام العديد من دورات تعليم المقامات والإقاعات ودرجات السلم الموسيقي في عديد البلاد..

## قضايا إنشادية
لخص الترمذي جزءاً كبيراً هاماً من مسيرته وخبراته المعرفية في فن الإنشاد ووضعها في كتاب أسماه “نصف قرن في الإنشاد” قدمه لمحبي هذا الفن الإسلامي الجميل ليكون نبراساً ومرجعاً يُنتفع به، وقد سمي هذا الكتاب في دول أخرى “فن الإنشاد” ثم عمل بعده على طرح بحوثه في علم الإنشاد في كتاب خاص صدر بشكل الكتروني وأسماه “قضايا انشادية“.
عمل الترمذي على إعادة تسجيل الحانة الخاصة وكذلك تسجيل مئات الألحان التراثية التي يحفظها لتبقى إرثاً للأجيال اللاحقة.
هذا وما زال الشيخ محمد أمين الترمذي يقيم الحفلات الإنشادية بصحبة فرقة بدر للفن الإسلامي.